# Kahoolawe
Kahoolawe är den minsta av Hawaiis åtta huvudöar. Den ligger 11,2 kilometer sydväst om Maui och sydöst om Lanai. Den har en total yta på 115,5 km². Den högsta punkten är den vulkaniska kratern Lua Makika, som ligger 450 meter ovanför havsnivån. Ön har historiskt sett varit bebodd och offer för flera krig. Den har dock aldrig haft tillgång till färskvatten, och är numera obebodd.
Under Andra världskriget började USA:s militära styrkor använda Kahoolawe som övningsområde för bl.a. bombfällningar. Detta upphörde 1990, och i dag är ön ett naturreservat. Ön är öppen till turister.